# Faro di St Agnes
È un faro decommissionato che si trova al centro dell'isola di St Agnes, nell'arcipelago delle isole Scilly (Cornovaglia, Inghilterra).

## Storia
Fu costruito nel 1680 per conto di Trinity House ad opera del Capitano Hugh Till e dal Capitano Symon Bayly che già avevano costruito il faro di Lowestoft nel 1676: fu il primo faro ad essere costruito alle Scilly ed è uno dei fari più antichi in Inghilterra. È costituito da una torre in muratura a base circolare, dipinta di bianco; originariamente era dotato di un bruciatore a carbone. Nel 1790 fu installata una lampada a petrolio in rame dotata di 21 riflettori rotanti; il bruciatore originale a carbone, privo di ottica, è ora esposto al giardino botanico sull'isola di Tresco. Nel 1911 fu spento e sostituito dal faro di Peninnis, sull'isola di St Mary's; tuttavia è ancora utilizzato come segnalamento diurno in quanto visibile dal mare.
Attualmente il faro è ancora di proprietà di Trinity House, l'autorità generale britannica per i fari; l'adiacente fabbricato dove alloggiavano i guardiani, a due piani, è affittato come residenza privata.